# Tabletop-Fotografie

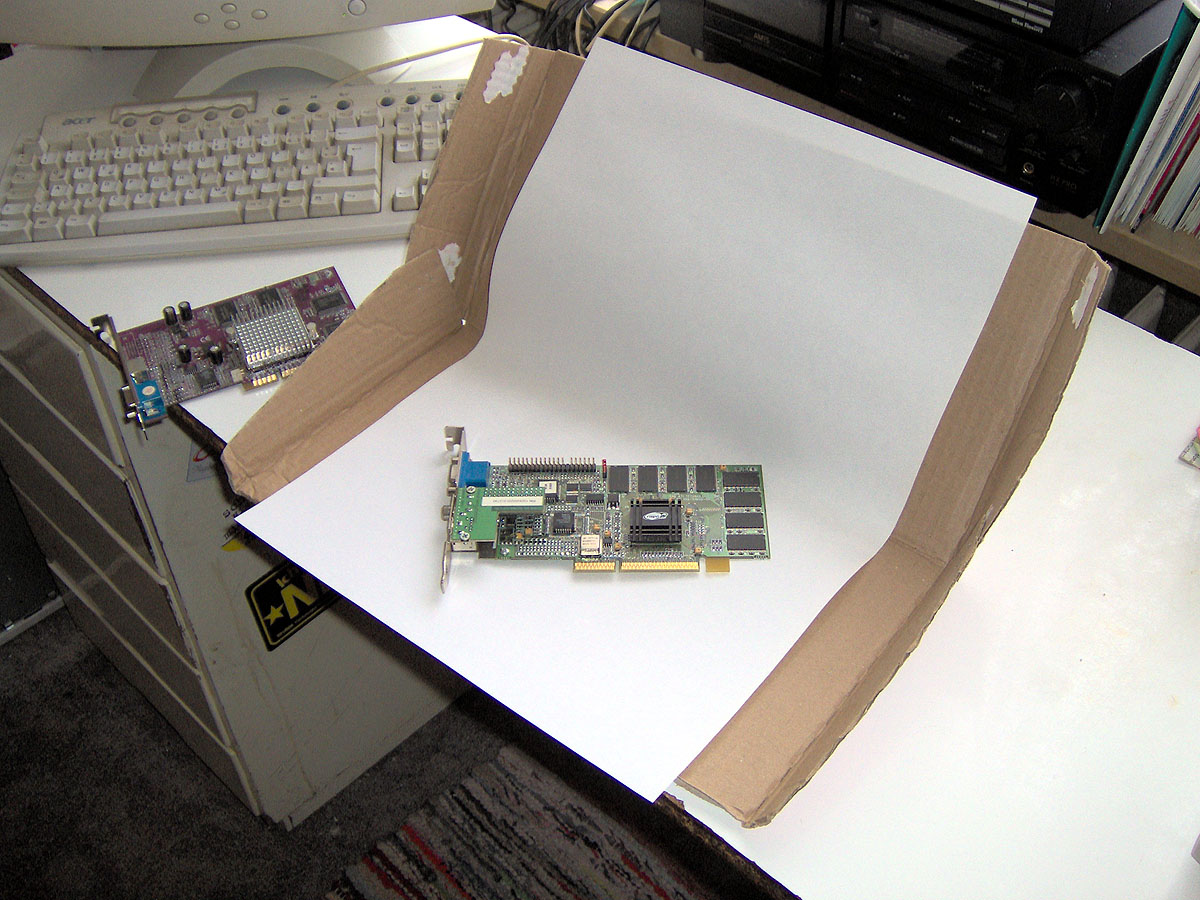
Eine simple Vorrichtung für die Tabletop-Fotografie

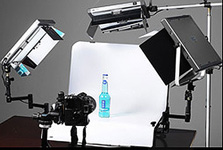
Käuflich erhältliche Tabletop-Lösung

Der Begriff Tischfotografie oder Tabletop-Fotografie (engl. tabletop „Tischplatte“) bezeichnet einen Sonderfall der Stillleben-Fotografie. Dabei werden Gegenstände im einfachsten Fall auf einer Tischplatte, im (semi-)professionellen Bereich jedoch auf speziellen Aufnahmetischen angeordnet, die zum Beispiel mit neutralen (reinweißen oder halbtransparenten) Hintergründen ausgestattet werden können. Mehr oder weniger aufwändige Beleuchtungsvorrichtungen erlauben zudem die – in aller Regel erwünschte – schattenfreie Ausleuchtung der Objekte.
Die Tabletop-Fotografie spielt seit jeher eine herausragende Rolle in der Produktfotografie und somit in der Werbung im weitesten Sinne.
Früher meist nur Fachfotografen überhaupt bekannt, wird sie durch den Aufschwung der Online-Auktionshäuser zwangsläufig auch von einem zunehmenden Kreis von Amateuren genutzt, gilt es doch besonders hier, aussagekräftige Produktfotos zu erstellen, die für den Verkaufserfolg oftmals entscheidend sind.